# Externalitate
În economia politică externalitatea este desemnată a fi efectul indirect al unei activități de consum sau de producție asupra altor agenți economici (indivizi, comunități sau întreprinderi) decât cel aflat la originea activității respective de consum sau producție. Într-o economie de piață competitivă echilibrele nu vor fi în general optimale în sens Pareto, întrucât ele reflectă doar efectele  private (directe) și nu cele sociale (directe și indirecte) ale activității economice. 
Teoria economică definește diferența dintre costurile sau avantajele economice, înregistrate la nivel de agent economic, și costurile sau avantajele sociale, manifestate în plan social, drept externalități. Externalitățile se manifesta prin inexistenta pe piața concurențială a unor bunuri sau servicii dorite de consumatori. Altfel spus, externalitățile se produc de câte ori acțiunile unui agent economic influențează mediul în care acționează alt agent economic fără a afecta sistemul de prețuri. Externalitățile pot fi pozitive sau negative. Cele pozitive se definesc prin acțiunea unui agent economic ale cărui efecte se extind sub forma generării de avantaje asupra altor agenți economici sau societăți, in timp ce externalitatile negative reprezintă acțiunea unui agent economic ale cărui efecte se extind sub forma generării de cheltuieli suplimentare altor agenți economici sau societăți. Apariția externalitatilor corespunde de cele mai multe ori cu o alocare ineficienta a resurselor. Pentru corectarea acestei deficiente a pieței se pot utiliza cel puțin următoarele modalități: 
- sistemul impozitelor si al subvențiilor
- sistemul piețelor inexistente
- sistemul drepturilor de proprietate
- producerea si administrarea bunurilor si a serviciilor publice
- formarea veniturilor statului, respectiv administrarea eficienta a cheltuielilor acestuia
- contracararea efectelor pe care economia libera de piața le are asupra gradului de ocupare de munca
- menținerea unor piețe stabile
- asigurarea echității

## „Piciorul invizibil”
Un mijloc de a înregistra profit într-o economie de piață este și manevrarea activității economice de-o astfel de manieră încât să se externalizeze cât mai mult din costuri asupra altora în timp ce se internalizează într-o măsură cât mai mare beneficiile fără compensație. Pentru a ilustra comportamentele socialmente contraproductive în care piețele incită participanții să se angajeze, Ralph d'Arge și E. K. Hunt au numit acest concept „piciorul invizibil”.
Atunci când vânzătorii (sau cumpărătorii) de produse promovează interesul lor privat, externalizând costurile asupra celor care nu sunt parte a schimburilor lor pe piață, sau apropriind beneficiile terțelor părți fără compensații, comportamentul lor introduce ineficiențe care conduc la o proastă alocare a resurselor productive și, în consecință, la o descreștere a valorii bunurilor și serviciilor produse în economie.
Într-o economie de piață externaliățile nu pot fi evitate sau, pentru a-l cita pe unul dintre autorii sintagmei (Emery Kay Hunt), "externalitățile sunt mai degrabă regula decât excepția, drept pentru care piețele funcționează adesea ca și cum ar fi ghidate de un picior invizibil care ne dă șuturi ca să producem mai multă sau mai puțină marfă decât este socialmente eficient."  Hunt, un critic radical al școlii majoritare de economie politică, subliniază că întrucât marea majoritate a consumului și producției sunt fenomene sociale, ele produc toate externalități: maniera în care consumăm într-un restaurant, cum ne arată casa, curtea sau propria persoană, igiena personală, drumul pe care alegem să rulăm când ieșim la o plimbare cu automobilul, ceasul zilei când ne tundem peluza sau aproape fiecare din mia de gesturi zilnice ordinare, toate afectează, într-o anumită măsură, plăcerea sau fericirea altora, fapt care face din externalități niște fenomene universale.
Doctor Mark Sagoff, filozof al științei și director al Institutului de Filozofie și Politici Publice al Universității George Mason, consideră că analiza modului în care prețurile coordonează piețele arată că "într-o piață funcționând perfect, persoana rațională d.p.d.v. economic, în timp ce intenționează propriul câștig va fi condusă de un picior invizibil să promoveze suferința și nefericirea celorlalți chiar dacă acest fapt nu este intenția lui reală."

## Legături externe
- Materiale media legate de Externalitate la Wikimedia Commons